# فيكتور زولوتوف
فيكتور ألكسندروف زولوتوف (بالروسية: Виктор Васильевич Золотов) (مواليد 27 يناير 1954)، هو المدير الحالي للحرس الوطني في روسيا (Rosgvardiya) وعضواً في مجلس الأمن الروسي.

## الحياة الشخصية والمهنية
ولد زولوتوف في لينينغراد في عائلة من الطبقة العاملة وكان يعمل في الصلب. في عام 1990 تم التعاقد معه كحارس شخصي لرئيس بلدية سانت بطرسبرغ اناتولي سوبتشاك. في هذا العمل التقى فلاديمير بوتين، الذي كان نائب رئيس البلدية في هذا الوقت. أصبح زولوتوف شريك المدرب للرئيس المستقبلي لروسيا في الملاكمة والجودو، و«كلما بدا بوتين للعلن، زلوتوف يرصد يمشي مباشرة ورائه».
خدم زولوتوف أيضا في الحراسة الخاصة لرجل الأعمال رومان تاسبوف في Baltik-ESKORT، قبل تسمم رومان بمادة مشعة مجهولة. تم إنشاء وكالة في عام 1992، بناء على مشورة من زولوتوف، كما قال أنه أشرف في وقت سابق في هذه الوكالة كعضو احتياطي نشط، وفقا ليوري فيلشتونسكي وفلاديمير بريبوليفيسكي. قدمت شركة الحماية لكبار المسؤولين سانت بطرسبرغ، بما في ذلك عمدة المدينة اناتولي سوبتشاك وعائلته، وكذلك نائب رئيس البلدية آناذاك فلاديمير بوتين.
يوم 5 أبريل عام 2016، تم تعيينه منصب القائد العام للقوات المسلحة من الحرس الوطني الروسي ويعفى من التكليفات السابقة الواجبات والتي سميت بمرسوم رئاسي مستقل عضوا في مجلس الأمن.